# BeautyPlus
BeautyPlus是一款手机拍照和照片编辑应用，由中国移动互联网公司Meitu Inc打造。这款应用专门为中国大陆地区以外的用户开发。
目前，BeautyPlus海外用户突破3亿。

## 主要功能
- BeautyPlus应用程序除最基本的拍照、摄像功能外，还有美颜、修图等功能。

- 多种适用于相片后期制作的滤镜、涂鸦笔、电影模式、二次元相机等功能。

- 动态贴纸。

## 荣誉
2017年BeautyPlus在文莱、柬埔寨、印尼、老挝、马来西亚、菲律宾、新加坡、斯里兰卡、泰国、越南等地被App Store评为“2017年特色应用和游戏”。